# 吉本音乐
株式会社吉本音乐（YOSHIMOTO MUSIC CO., LTD.）是在日本的唱片公司，是吉本興業的子公司，總部位於東京都新宿区。

## 唱片公司
- Dear.
- Fear.
- Your.
- gaball screen

TM NETWORK和GABALL所屬。
- laugh out loud! records

NMB48的唱片公司。
- LAPONE Entertainment

JO1的唱片公司。

## 藝人

### 五十音順
- 近藤夏子 (2014年〜)
- 成帝 from 超新星 (2016年〜)
- 成模 from 超新星 (2015年〜)
- 明和電機 (2014年〜)
- 山本彩 (2016年〜2018年)
- 允鶴 from 超新星 (2016年〜)

### A-Z
- NMB48 (2011年〜)
- RADIO FISH (2015年～)
- Rev. from DVL (2014年〜)
  - 橋本環奈 (2016年〜)
- Rocket Punch (2021年〜)

### 和搞笑關係
期間限定組合單張發售。
- 秋山龍次（日语：秋山竜次） (2015年)
- 板尾創路（日语：板尾創路） (2008年)
  - 板尾こうせつ (2010年)
- 江戶晴美 (2008年)
- 大島美幸（日语：大島美幸） (2006年)
- DOWN TOWN
  - 濱田雅功與槇原敬之 (2004年)
- にけつッ!! (千原第（日语：千原ジュニア）&小林劍道) (2009年)
- NON STYLE (2007年)
- 泡沫青田 (2006年)
- 藤森慎吾與AYAMAN JAPAN (2011年)
- 「桃太郎電鐵20周年紀念專輯」
  - 小林劍道
  - 陣内智則
  - 小哲and小智（日语：テツandトモ）
  - 安田大馬戲團（日语：安田大サーカス）
  - 若槻千夏
- 森三中（日语：森三中） (2009年)
- 山口智充 (2009年〜)
- 山田花子（日语：山田花子 (タレント)） (2012年)
- Razor Ramon HG（日语：レイザーラモンHG） (2006年)
- 紫SHIKIBU（日语：紫SHIKIBU (吉本興業所属)） (2009年)
- Y.S.P ALL STARS (2002年)
- 吉本新喜劇ALL STARS (2006年,2009年)
- よしもと☆大阪好っきゃねんず (2008年)

## 外部連結
- YOSHIMOTO MUSIC CO.,LTD. （页面存档备份，存于）
- YOSHIMOTO WORKS
- 吉本音乐的X（前Twitter）